# 松阪公園グラウンド
松阪公園グラウンド（まつさかこうえんグラウンド）は、三重県松阪市殿町にあるグラウンド。施設は松阪市が所有し、野球（硬式野球不可）、ソフトボール、サッカーなどで使用される。1949年竣工。内野に石段のスタンドがある。

## 概要
同県津市に本社を置く株式会社コイサンズが命名権（ネーミングライツ）を所有しており、2012年（平成24年）7月1日から513BAKERYスタジアム松阪（こいさんべーかりーすたじあむまつさか）の呼称を用いている。契約は2015年6月30日まで。コイサンズは命名権取得後、佐々木主浩を招いた「こども野球大会」や伊賀フットボールクラブくノ一と三重県の女子小中学生がサッカーで対戦する『女子サッカースペシャルチャレンジマッチ』を開くなどしていた。
コイサンズとの契約はその後2018年6月末まで更新されたが、2018年7月1日以降の更新は行わなかったため、新たに松阪市内に本社を置くソフトウェア開発会社で、市内で喫茶店兼まちかど博物館「竹輝銅庵」（ちっきどうあん）を運営する情報システム・J・T株式会社と3年間の命名権契約を行い、2018年7月1日より施設の愛称がCHIKKIDOUANモーモースタジアムとなった。
尚、松阪公園グラウンドでは現在、硬式野球の試合を行うことが出来ないが、過去には1951年、中日球場が火災による全焼で使用不能となった影響で、中日ドラゴンズ（当時は名古屋ドラゴンズ）が同年9月22日に主催試合として対国鉄スワローズ15回戦を本球場で振替開催したことがあった（結果は7-2で国鉄の勝利）。
2013年（平成25年）4月27日には、連合三重がメーデーの集会を開催、主催者発表で2,000人が参加した。